# Lila Lee

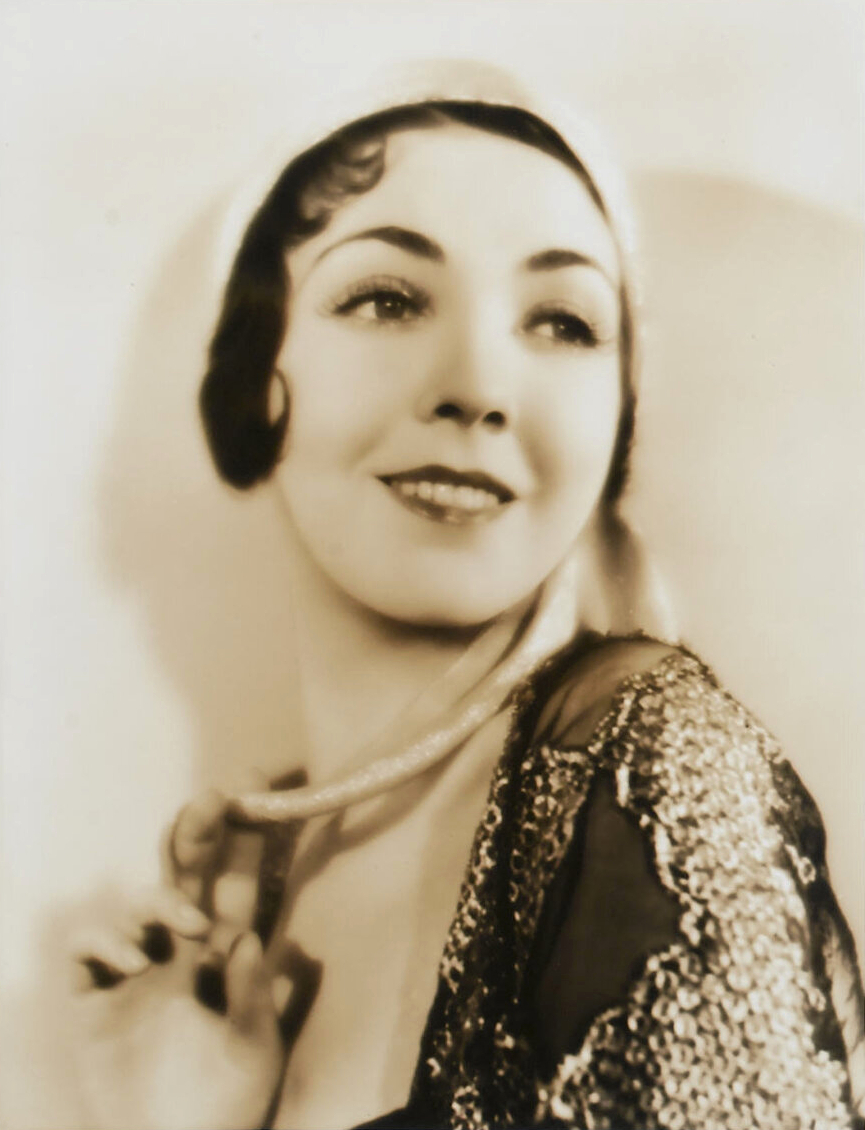
Lila Lee, 1930er Jahre

Lila Lee (* 25. Juli 1901 oder 1905 in Union Hill, New Jersey als Augusta Wilhelmena Fredericka Appel; † 13. November 1973 in Saranac Lake, New York) war eine US-amerikanische Schauspielerin. Sie war eine vielbeschäftigte Darstellerin der Stummfilm- und frühen Tonfilmzeit.

## Leben
Augusta Wilhelmena Appel wurde in eine deutschamerikanische Familie geboren. Sie begann ihre Karriere als Kinderdarstellerin mit dem Künstlernamen Cuddles im Vaudeville und bekam ihre erste Filmrolle im Jahr 1918.
Appel wurde als Lila Lee schnell eine beliebte Darstellerin, nachdem sie unter anderem an der Seite von Gloria Swanson in Zustände wie im Paradies, mit Thomas Meighan in der beliebten Komödie The Charm School und neben Rudolph Valentino in Blut und Sand aufgetreten war. 1922 wurde sie daher auch zu einem der WAMPAS Baby Stars gekürt. Im Verlauf der 1920er-Jahre spielte sie weitere Hauptrollen. Der Sprung in die Tonfilmära gelang ihr ohne große Probleme. Sie hatte 1930 eine gehaltvolle Rolle in Lon Chaneys letztem Film The Unholy Three. Im Jahr 1932 weigerte sie sich, die Hauptrolle in Shopworn unter der Regie von Frank Capra zu übernehmen. Dieser Part ging schließlich an Barbara Stanwyck. Vergleichbare Entscheidungen führten zu einem rapiden Abstieg in der Gunst des Publikums. 1937 zog sie sich von der Leinwand zurück und trat danach gelegentlich im Fernsehen und im Theater auf.
Ihre Karriere wurde von Anfällen von Tuberkulose behindert. Einer ihrer drei Ehemänner war der Schauspieler James Kirkwood, mit dem sie sich teilweise heftige Streitereien in der Öffentlichkeit lieferte und der Vater ihres einzigen Sohnes James Kirkwood junior (1924–1989) war.

## Filmografie (Auswahl)
- 1918: The Cruise of the Make-Believes (Verschollen)
- 1918: Such a Little Pirate (Verschollen)
- 1919: Jane Goes A’ Wooing (Verschollen)
- 1919: The Secret Garden (Verschollen)
- 1919: Puppy Love (Verschollen)
- 1919: Rustling a Bride (Verschollen)
- 1919: A Daughter of the Wolf
- 1919: Rose o' the River
- 1919: The Heart of Youth (Verschollen)
- 1919: The Lottery Man (Verschollen)
- 1919: Hawthorne of the U.S.A.
- 1919: Zustände wie im Paradies (Male and Female)
- 1920: Terror Island
- 1920: The Soul of Youth
- 1920: The Prince Chap
- 1920: Midsummer Madness
- 1921: The Charm School (Verschollen)
- 1921: The Easy Road
- 1921: The Dollar-a-Year Man
- 1921: Gasoline Gus
- 1921: Crazy to Marry
- 1921: After the Show
- 1922: Rent Free
- 1922: One Glorious Day (Verschollen)
- 1922: The WAMPAS Baby Stars of 1922 (Kurzfilm)
- 1922: Is Matrimony a Failure?
- 1922: The Fast Freight
- 1922: The Dictator
- 1922: Blut und Sand (Blood and Sand)
- 1922: The Ghost Breaker
- 1922: Ebb Tide
- 1922: Back Home and Broke (Verschollen)
- 1923: The Ne’er-Do-Well
- 1923: Homeward Bound
- 1923: Hollywood
- 1923: Woman-Proof
- 1924: Love’s Whirlpool
- 1924: Wandering Husbands
- 1924: Another Man’s Wife
- 1925: Coming Through
- 1925: The Midnight Girl
- 1925: Old Home Week
- 1926: Broken Hearts
- 1926: The New Klondike
- 1926: Fascinating Youth
- 1927: One Increasing Purpose
- 1927: Million Dollar Mystery
- 1928: Top Sergeant Mulligan
- 1928: The Man in Hobbles
- 1928: You Can’t Beat the Law
- 1928: A Bit of Heaven
- 1928: United States Smith
- 1928: Thundergod
- 1928: The Adorable Cheat
- 1928: Just Married
- 1928: Black Butterflies
- 1928: The Little Wild Girl
- 1928: The Black Pearl
- 1929: Queen of the Night Clubs
- 1929: Honky Tonk
- 1929: Drag
- 1929: Dark Streets (Verschollen)
- 1929: The Argyle Case
- 1929: Flieger (Flight)
- 1929: Love, Live and Laugh
- 1929: Show of Shows
- 1929: The Sacred Flame
- 1930: Second Wife
- 1930: Murder Will Out
- 1930: Those Who Dance
- 1930: Double Cross Roads
- 1930: The Unholy Three
- 1930: The Gorilla
- 1931: Woman Hungry
- 1931: Misbehaving Ladies
- 1932: Unholy Love
- 1932: Radio-Polizei-Patrouille (Radio Patrol)
- 1932: War Correspondent
- 1932: Exposure
- 1932: Der Abend des 13. Juni (The Night of June 13)
- 1932: False Faces
- 1932: Officer Thirteen
- 1933: Face in the Sky
- 1933: The Iron Master
- 1933: The Intruder
- 1933: Lone Cowboy
- 1934: Whirlpool
- 1934: Wir senden Sonne (Stand Up and Cheer!)
- 1934: In Love with Life
- 1934: I Can’t Escape
- 1935: The Marriage Bargain
- 1935: People’s Enemy
- 1935: Champagne for Breakfast
- 1936: The Ex-Mrs. Bradford
- 1936: Country Gentlemen
- 1937: Two Wise Maids
- 1937: Nation Aflame
- 1951–1953: Lux Video Theatre (Fernsehserie, 2 Folgen)
- 1952: Hands of Murder (Fernsehserie, 1 Folge)
- 1957: The Gale Storm Show: Oh! Susanna (Fernsehserie, 1 Folge)
- 1957: Panic! (Fernsehserie, 1 Folge)
- 1966: The Emperor’s New Clothes (Kurzfilm)
- 1967: Cottonpickin’ Chickenpickers